# Davallia epiphylla
Davallia epiphylla là một loài dương xỉ trong họ Davalliaceae. Loài này được Spreng. mô tả khoa học đầu tiên năm 1799.
Danh pháp khoa học của loài này chưa được làm sáng tỏ. 